# Papuagråfågel
För fågelarten Coracina papuensis, se vitbukig gråfågel.
Papuagråfågel (Coracina boyeri) är en fågel i familjen gråfåglar inom ordningen tättingar.

## Utbredning och systematik
Papuagråfågel delas in i två underarter:
- Coracina boyeri boyeri – förekommer på öarna Misool, Yapen och Salawati och västra Nya Guinea
- Coracina boyeri subalaris – förekommer på södra Nya Guinea

## Status
IUCN kategoriserar arten som livskraftig.

## Namn
Fågelns vetenskapliga artnamn hedrar Joseph Emmanuel Boyer (född 1815), fransk upptäcktsresande och navigatör i Stilla havet.